# جاست شیپز اند بیتز
جاست شیپز اند بیتز (انگلیسی: just shapes & beats) یک بازی ویدئویی اکشن ریتمی است که توسط تیم مستقل کانادایی برزرک استودیو تولید و منتشر شده‌است. این بازی در تاریخ ۳۱ مه سال ۲۰۱۸ برای مایکروسافت ویندوز و نینتندو سوییچ، ۲۴ فوریه ۲۰۱۹ برای مک‌اواس و لینوکس، ۱۰ مه ۲۰۱۹ برای پلی‌استیشن ۴ در ایالات متحده و ۳۰ مه ۲۰۱۹ برای پلی‌استیشن ۴ در اروپا، روسیه و استرالیا منتشر شد. همچنین در ۳۰ ژوئن ۲۰۲۰ برای گوگل استادیا نیز منتشر شد. در این بازی، بازیکن باید یک شکل رنگی را از کنار شکل‌های صورتی که با آهنگ پشت‌صحنه هماهنگ ساخته می‌شوند و حرکت‌های ناگهانی می‌کنند بگذراند تا آهنگ تمام شود.